# Estação Guaianases
A Estação Guaianases é uma estação ferroviária, pertencente à Linha 11–Coral da CPTM, localizada na divisa dos distritos paulistanos de Lajeado e Guaianases, ambos no extremo da Zona Leste de São Paulo.

## História
Em 1987 o governador eleito Quércia encomenda a Companhia do Metropolitano de São Paulo um estudo sobre a ampliação da Linha Leste-Oeste do Metrô até Guaianases. Os resultados do estudo indicaram que a mera expansão da linha do metrô causaria o colapso da mesma por superlotação, indicando que a solução ideal seria a revitalização da ferrovia administrada pela CBTU. Contrariando os estudos, Quércia lançou as obras em 14 de outubro daquele ano. Naquele momento o estado de São Paulo estava endividado com o BNDES, de forma que as obras ficaram rapidamente sem fundos, sendo paralisadas até maio de 1988, quando foram retomadas. As obras foram paralisadas diversas vezes, com o estado privilegiando a construção do Ramal Paulista do Metrô, até serem completamente abandonadas em 1992, durante a gestão Fleury.
Em 1995, na gestão Covas, as obras são retomadas pela CPTM, que possui condições financeiras de assumir o financiamento das obras com o BNDES, tendo sido inaugurada em 27 de maio de 2000.

### Projeto
Apesar de ser uma estação de concepção moderna, Guaianases não possui escadas rolantes e elevadores, gerando reclamações entre os passageiros. Entre 2012 e 2014 a CPTM contratou a empresa GPO Sistran para realizar o projeto básico e executivo para a implantação desses equipamentos. Apesar de inscrever o projeto de acessibilidade de Guaianases no PAC Mobilidade, a CPTM teve o seu pedido de recursos negado pelo governo federal por conta da crise econômica de 2014 no Brasil, de forma que o projeto acabou arquivado por ora.

### Antiga baldeação de Guaianases e atual loop interno
Desde a sua inauguração em 2000, a estação era ponto final dos trens que vinham das estações Luz e Brás, ambas no centro da cidade de São Paulo, e da estação Estudantes, em Mogi das Cruzes. 
A baldeação era um tanto quanto polêmica, já que a estação Guaianases é um ponto onde uma grande quantidade de passageiros dos distritos de Guaianases e Lajeado, entre os quais a estação está localizada, embarca nos trens rumo ao centro da capital, prejudicando o fluxo de passageiros da região do Alto Tietê rumo ao centro ou até de passageiros que trabalham nas cidades dessa região mas moram na capital.
Finalmente, em maio de 2019, a baldeação na Estação Guaianases foi totalmente eliminada, com os trens prestando atendimento entre Luz e Estudantes, com alguns trens vindos da Luz durante os horários de pico tendo a Estação Guaianases como ponto final, sendo esse o loop interno principal da linha.

## Características
| Sigla | Estação    | Inauguração        | Integração                                                                      | Plataformas | Posição    | Notas                                                                         |
| ----- | ---------- | ------------------ | ------------------------------------------------------------------------------- | ----------- | ---------- | ----------------------------------------------------------------------------- |
| GUA   | Guaianases | 27 de maio de 2000 | Bilhete Único da SPTrans Bilhete Ônibus Metropolitano Terminal de Ônibus Urbano | Centrais    | Superfície | Estação original ainda está de pé Prédio reconstruído pelo Metrô de São Paulo |

## Diagrama da estação
|  | ↕ a ↕ |

|  | ↑ b ↑ |

| 1 |

|  | ↕ c ↕ |

| 2 |

|  | ↑ d ↑ |

|  | ↕ a ↕ |

|  | ↑ b ↑ |

| 1 |

|  | ↕ c ↕ |

| 2 |

|  | ↑ d ↑ |

|  | ↕ a ↕ |

|  | ↑ b ↑ |

| 1 |

|  | ↕ c ↕ |

| 2 |

|  | ↑ d ↑ |

|  | ↕ a ↕ |

|  | ↑ b ↑ |

| 1 |

|  | ↕ c ↕ |

| 2 |

|  | ↑ d ↑ |